# Arcispora bisagittaria
Arcispora bisagittaria är en svampart som beskrevs av Marvanová & Bärl. 1998. Arcispora bisagittaria ingår i släktet Arcispora, divisionen basidiesvampar och riket svampar.   Inga underarter finns listade i Catalogue of Life.